# Mikhaïl Tchiaoureli
Pour les articles homonymes, voir Tchiaoureli.
Mikhaïl Tchiaoureli (géorgien : მიხეილ ჭიაურელი ; russe : Михаи́л Чиауре́ли), né le 6 février 1894 à Tiflis et mort le 31 octobre 1974 dans la même ville, est un réalisateur soviétique d'origine géorgienne. Il est lauréat de nombreux prix prestigieux du Parti communiste de l'Union soviétique, dont il est membre en 1940,,. Il est l'oncle du réalisateur Gueorgui Danielia.

## Biographie
Mikhaïl Tchiaoureli est né à Tiflis, à l'époque dans l'Empire russe. En 1912, il est diplômé de l'école des beaux-arts de Iakob Nikoladze ; il entame la carrière d'acteur et réalisateur dans les théâtres de Tiflis, Koutaïssi et Batoumi en 1915. Son intérêt pour l'histoire et l'archéologie le pousse à participer, avec Ekvtimé Takhaïchvili, Ilia Zdanevitch, Lado Goudiachvili (en) et Dimitri Chevardnadze (en), à l'expédition dans ce qui était le Royaume des Kartvels et qui se trouve aujourd'hui en Turquie : cathédrale de Banak, églises et monastère du défilé de Kakhouli, église d'Ekek, cathédrale d'Ochki en 1917.
En 1921, il est l'un des fondateurs du Théâtre de satire révolutionnaire (ru) auprès de la filiale géorgienne de la Rosta.
En 1922-1924, il étudie les arts plastiques en Allemagne, puis, travaille comme sculpteur à Tiflis en 1924-1926.
En 1926-1928, il est acteur et réalisateur du Théâtre des travailleurs et Théâtre Krasny auprès du Proletkoult. Parallélement il fonde le Théâtre géorgien musical et dramatique Vasso Abachidze (ru) dont il reste le directeur artistique jusqu'en 1934.
Sa collaboration avec la société de production cinématographique géorgienne Kartuli Pilmi commence en 1928. En 1940, il en est le directeur artistique. En 1946-1955, il est réalisateur du Mosfilm, en 1955-1957 - réalisateur du Sverdlovsk Film Studio (en) à Iekaterinbourg.
Après avoir enseigné à l'école de Kartuli Pilmi, il enseigne à l'Institut national de la cinématographie en 1950-1960, où il occupe la chaire de professeur depuis 1951.
Le réalisateur repose au Panthéon de Mtatsminda en Géorgie, auprès de son épouse, l'actrice Veriko Andjaparidze (1897-1987).
Mikhaïl Tchiaoureli est le père de l'actrice Sofiko Tchiaoureli.

## Prix et récompenses
- Prix Staline : 1941, 1943, 1946, 1947, 1950
- Artiste du Peuple de la République socialiste soviétique de Géorgie : 1943
- Artiste du peuple de l'URSS : 1948
- Médaille d'or de Mostra de Venise 1946 pour le film Le Serment
- Globe de cristal du Festival de Karlovy Vary en 1950 pour le film La Chute de Berlin
- Globe de cristal du Festival de Karlovy Vary en 1952 pour le film L'Inoubliable 1919
- Ordre de Lénine : 1950
- Ordre du Drapeau rouge du Travail
- Ordre de l'Étoile rouge

## Filmographie partielle

### Comme acteur
- 1922 : Suramis tsikhe (სურამის ციხე) d'Ivan Perestiani
- 1921 : Arsène Djordjiachvili (Arsena Jorjiashvili) d'Ivan Perestiani

### Comme réalisateur
- 1928 : Le Premier trompette Strechniev (ru) (Первый корнет)
- 1929 : À la dernière minute (ru) (В последний час), moyen métrage de 43'
- 1929 : Saba (ru) (Саба)
- 1934 : La Dernière Mascarade (ru) (Последний маскарад)
- 1937 : Arsena (ru) (Арсен)
- 1938 : La Grande Lueur (ru) (Великое зарево)
- 1943 : Gueorgui Saakadze (Георгий Саакадзе)
- 1946 : Le Serment (ru) (Клятва)
- 1949 : La Chute de Berlin (Падение Берлина)
- 1951 : L'Inoubliable 1919 (Незабываемый 1919 год)
- 1953 : Le Grand Adieu (Великое прощание), documentaire collectif
- 1957 : La Veuve d'Otar (ru)
- 1960 : Récit au sujet d'une jeune fille (ru) (Повесть об одной девушке)
- 1962 : Le Général et les Pâquerettes (ru) (Генерал и маргаритки)
- 1965 : D'autres temps (ru) (en russe : Иные нынче времена)

### Comme monteur
- 1953 : Le Grand Adieu d'Ilya Kopaline et Grigori Alexandrov